# Rondeletia areolata
Rondeletia areolata är en måreväxtart som beskrevs av Ignatz Urban. Rondeletia areolata ingår i släktet Rondeletia och familjen måreväxter. Inga underarter finns listade i Catalogue of Life.